# Pallavolo ai XVIII Giochi panamericani - Convocazioni al torneo femminile
Elenco delle giocatrici convocate per i Giochi panamericani 2019.

## Argentina
| N° | Nome               | Ruolo | Data di nascita  | Squadra           |
| -- | ------------------ | ----- | ---------------- | ----------------- |
| -  | Hernán Ferraro     | All   | 13 maggio 1968   | -                 |
| 1  | Elina Rodríguez    | S     | 11 febbraio 1997 | Imoco             |
| 2  | Tanya Acosta       | S     | 11 marzo 1991    | Gimnasia La Plata |
| 3  | Yamila Nizetich    | S     | 27 gennaio 1989  | AGIL              |
| 4  | Daniela Bulaich    | S     | 5 settembre 1997 | San Lorenzo       |
| 5  | Lucía Fresco       | O     | 14 maggio 1991   | Boca Juniors      |
| 8  | Victoria Michel    | C     | 1º luglio 1999   | San Lorenzo       |
| 11 | Julieta Lazcano    | C     | 25 luglio 1989   | Paranaense        |
| 12 | Tatiana Rizzo      | L     | 30 dicembre 1986 | Boca Juniors      |
| 14 | Victoria Mayer     | P     | 19 giugno 2001   | Gimnasia La Plata |
| 15 | Antonela Fortuna   | S     | 10 maggio 1995   | Újpest            |
| 17 | Candelaria Herrera | C     | 28 gennaio 1999  | Iowa State        |
| 20 | Valentina Galiano  | P     | 12 agosto 1989   | Boca Juniors      |

## Brasile
| N° | Nome                   | Ruolo | Data di nascita  | Squadra     |
| -- | ---------------------- | ----- | ---------------- | ----------- |
| -  | José Roberto Guimarães | All   | 31 luglio 1954   | Barueri     |
| 1  | Mara Leão              | C     | 21 luglio 1991   | Minas       |
| 2  | Natália de Araújo      | L     | 10 aprile 1997   | Barueri     |
| 3  | Mácris Carneiro        | P     | 3 marzo 1989     | Minas       |
| 4  | Lara Filomeno          | C     | 11 febbraio 1989 | Fluminense  |
| 5  | Ana Paula Borgo        | O     | 20 ottobre 1993  | Praia Clube |
| 6  | Júlia Bergmann         | S     | 21 febbraio 2001 | ABEL        |
| 7  | Tainara Santos         | S     | 9 marzo 2000     | Barueri     |
| 8  | Juma da Silva          | P     | 17 gennaio 1993  | Barueri     |
| 10 | Maira Claro            | S     | 7 marzo 1995     | Barueri     |
| 11 | Lorenne Teixeira       | O     | 8 gennaio 1996   | Osasco      |
| 16 | Lana Conceição         | S     | 8 dicembre 1996  | Minas       |
| 18 | Mayany de Souza        | C     | 24 novembre 1996 | Minas       |

## Canada
| N° | Nome              | Ruolo | Data di nascita  | Squadra          |
| -- | ----------------- | ----- | ---------------- | ---------------- |
| -  | Shannon Winzer    | All   |                  | -                |
| 6  | Jazmine White     | O     | 16 dicembre 1993 | Nyíregyháza      |
| 7  | Brianna Beamish   | S     | 4 settembre 1993 | Düdingen         |
| 8  | Alicia Ogoms      | C     | 2 aprile 1994    | Kalisz           |
| 9  | Sara Kovac        | O     | 16 dicembre 1993 | Loyola Marymount |
| 14 | Layne Van Buskirk | C     | 19 febbraio 1998 | Pittsburgh       |
| 15 | Sarah Chase       | S     | 8 ottobre 1997   | Saint Mary's     |
| 16 | Hilary Howe       | S     | 16 giugno 1998   | Trinity Western  |
| 17 | Kristen Moncks    | L     | 31 luglio 1992   | Kuusamon         |
| 18 | Kim Robitaille    | P     | 16 ottobre 1991  | Suhl             |
| 21 | Lauren Sproule    | S     | 18 dicembre 1998 | Utah             |
| 22 | Megan Cyr         | P     | 1º giugno 1990   | Thīras           |
| 25 | Megan Beedie      | C     | 18 febbraio 1999 | Arizona State    |

## Colombia
| N° | Nome                  | Ruolo | Data di nascita   | Squadra         |
| -- | --------------------- | ----- | ----------------- | --------------- |
| -  | Antonio Rizola        | All   |                   | -               |
| 1  | Darlevis Mosquera     | C     | 23 giugno 2000    | Bolívar         |
| 3  | Dayana Segovia        | O     | 24 marzo 1996     | São Caetano     |
| 5  | Ana Karina Olaya      | S     | 12 settembre 2002 | Valle del Cauca |
| 6  | Valerín Carabalí      | C     | 25 ottobre 2000   | Újpest          |
| 9  | Juliana Toro          | L     | 29 gennaio 1995   | Antioquia       |
| 13 | Camila Gómez          | L     | 6 luglio 1995     | Texas A&M       |
| 14 | Angie Velásquez       | P     | 13 giugno 2000    | Cundinamarca    |
| 15 | María Alejandra Marín | P     | 4 novembre 1995   | São Caetano     |
| 16 | Melissa Rangel        | C     | 16 ottobre 1994   | Logroño         |
| 18 | Margarita Martínez    | S     | 19 maggio 1995    | Mougins         |
| 19 | Amanda Coneo          | S     | 20 dicembre 1996  | CUS Torino      |
| 20 | Verónica Pasos        | O     | 15 giugno 1996    | Antioquia       |

## Perù
| N° | Nome                | Ruolo | Data di nascita  | Squadra          |
| -- | ------------------- | ----- | ---------------- | ---------------- |
| -  | Francisco Hervás    | All   | 7 marzo 1962     | -                |
| 1  | Angélica Aquino     | S     | 10 agosto 1990   | Regatas Lima     |
| 3  | Brenda Uribe        | O     | 11 dicembre 1993 | Alianza Lima     |
| 4  | Maricarmen Guerrero | C     | 17 gennaio 1999  | San Martín       |
| 5  | Vanessa Palacios    | L     | 3 luglio 1984    | Marcq-en-Barœul  |
| 6  | Alexandra Muñoz     | P     | 16 agosto 1992   | César Vallejo    |
| 8  | Maguilaura Frías    | O     | 18 maggio 1997   | San Martín       |
| 10 | Zoila La Rosa       | P     | 31 maggio 1990   | Marcq-en-Barœul  |
| 11 | Clarivett Yllescas  | C     | 11 agosto 1993   | Marcq-en-Barœul  |
| 12 | Ángela Leyva        | S     | 22 novembre 1996 | Osasco           |
| 15 | Karla Ortiz         | S     | 20 ottobre 1991  | Regatas Lima     |
| 20 | Diana de la Peña    | C     | 7 giugno 1999    | Sporting Cristal |
| 23 | Thaisa Mc Leod      | O     | 1º gennaio 2002  | Sporting Cristal |

## Porto Rico
| N° | Nome              | Ruolo | Data di nascita   | Squadra                   |
| -- | ----------------- | ----- | ----------------- | ------------------------- |
| -  | José Mieles       | All   |                   | Indias de Mayagüez        |
| 4  | Raymariely Santos | P     | 13 aprile 1992    | ASPTT Mulhouse            |
| 7  | Stephanie Enright | S     | 15 dicembre 1990  | Türk Hava Yolları         |
| 8  | Paola Rojas       | C     | 26 gennaio 1996   | Changas de Naranjito      |
| 9  | Áurea Cruz        | S     | 10 gennaio 1982   | Cuneo Granda              |
| 12 | Neira Ortiz       | C     | 6 luglio 1993     | Polluelas de Aibonito     |
| 14 | Natalia Valentín  | P     | 12 settembre 1989 | Llaneras de Toa Baja      |
| 15 | Wilmarie Rivera   | P     | 14 febbraio 1997  | Amazonas de Trujillo Alto |
| 16 | Génesis Collazo   | O     | 4 ottobre 1992    | Llaneras de Toa Baja      |
| 17 | Paulina Prieto    | O     | 25 gennaio 1994   | Valencianas de Juncos     |
| 19 | Ana Sofía Jusino  | C     | 5 gennaio 1994    | Criollas de Caguas        |
| 21 | Pilar Victoriá    | S     | 11 ottobre 1995   | Criollas de Caguas        |
| 23 | Nomaris Vélez     | L     | 11 giugno 1993    | Indias de Mayagüez        |

## Rep. Dominicana
| N° | Nome                | Ruolo | Data di nascita   | Squadra           |
| -- | ------------------- | ----- | ----------------- | ----------------- |
| -  | Marcos Kwiek        | All   | 18 luglio 1967    |                   |
| 1  | Annerys Vargas      | C     | 7 agosto 1981     | Caribeñas         |
| 3  | Lisvel Eve          | C     | 10 settembre 1991 | Deportivo Géminis |
| 5  | Brenda Castillo     | L     | 5 gennaio 1992    | -                 |
| 6  | Camil Domínguez     | P     | 7 dicembre 1991   | Caribeñas         |
| 7  | Niverka Marte       | P     | 19 ottobre 1990   | Deportivo Géminis |
| 8  | Cándida Arias       | C     | 11 marzo 1992     | Caribeñas         |
| 14 | Prisilla Rivera     | S     | 29 dicembre 1984  | Guerreras         |
| 16 | Yonkaira Peña       | S     | 10 maggio 1993    | Rio de Janeiro    |
| 18 | Bethania de la Cruz | S     | 13 maggio 1987    | Jakarta Pertamina |
| 20 | Brayelin Martínez   | S     | 11 settembre 1996 | Aydın BB          |
| 21 | Jineiry Martínez    | C     | 3 dicembre 1997   | Aydın BB          |
| 23 | Gaila González      | O     | 25 giugno 1997    | Aydın BB          |

## Stati Uniti
| N° | Nome                     | Ruolo | Data di nascita   | Squadra         |
| -- | ------------------------ | ----- | ----------------- | --------------- |
| -  | Robert Browning          | All   |                   | Saint Mary's    |
| 2  | Kathryn Plummer          | S     | 16 ottobre 1998   | Stanford        |
| 3  | Rhamat Alhassan          | C     | 7 settembre 1996  | NEC Red Rockets |
| 9  | Madison Kingdon          | S     | 20 aprile 1993    | Beijing         |
| 10 | Gabrielle Curry          | L     | 12 settembre 1998 | Kentucky        |
| 11 | Madison Lilley           | P     | 15 aprile 1999    | Kentucky        |
| 13 | Sarah Wilhite            | S     | 20 luglio 1995    | MTV Stoccarda   |
| 14 | Samantha Seliger-Swenson | P     | 24 febbraio 1997  | Minnesota       |
| 16 | Danielle Cuttino         | O     | 22 giugno 1996    | Casalmaggiore   |
| 19 | Hannah Tapp              | C     | 21 giugno 1995    | Bergamo         |
| 22 | Kadie Rolfzen            | S     | 25 agosto 1994    | Henan           |
| 23 | Krystal Rivers           | O     | 23 maggio 1994    | MTV Stoccarda   |
| 24 | Jenna Rosenthal          | C     | 14 maggio 1996    | Viesti Salo     |